# Język naasioi
Język naasioi (a. nasioi), także kieta – język papuaski używany w prowincji Bougainville w Papui-Nowej Gwinei, przez grupę ludności w dystrykcie Kieta. Według danych z 2007 r. posługuje się nim 20 tys. osób.
Należy do rodziny języków południowej Bougainville. W niektórych wsiach zdecydowanie dominuje w sferach życia codziennego. W powszechnym użyciu jest także tok pisin.
Serwis Ethnologue wyróżnia dialekty: pirung (naasioi), kongara, orami (guava), pakia-sideronsi.
Badacze związani z Summer Institute of Linguistics opracowali materiały do nauki tego języka (1966). W piśmiennictwie stosuje się alfabet łaciński.